# وودانگ‌چوان
وودانگ‌چوان (چینی: 武當拳; پین‌یین: Wǔdāngquán) یک شاخه از هنرهای رزمی چینی است. در چین معاصر، سبک‌های مختلف هنرهای رزمی چینی معمولاً به دو گروه عمده تقسیم می‌شوند: وودانگ (یا ووتانگ)، که نام خود را از کوهستان وودانگ گرفته است؛ و شائولین کونگ‌فو که برگرفته از معبد شائولین است. در حالی که شاخه شائولین شامل سبک‌های رزمی گوناگونی است، وودانگ‌چوان تنها شامل چند هنر رزمی است که در آن‌ها از ذهن متمرکز برای کنترل بدن استفاده می‌شود. این سبک‌ها معمولاً تای چی چوان، شینگی‌چوان و باگوآژانگ را در بر می‌گیرند، اما در بیشتر موارد، باجی‌چوان و شمشیر وودانگ نیز جزو آن‌ها محسوب می‌شوند.: xii, 2 
ارتباط وودانگ با یک افسانه رایج چینی آغاز شد که بر پایه آن، تای‌چی، شمشیر وودانگ، و دیگر هنرهای رزمی درونی توسط یک زاهد تائویست نامیرا به نام ژانگ سانفنگ ابداع شده‌اند. اصطلاحات «وودانگ» و «شائولین» در اوایل قرن بیستم توسط نخستین مورخان مدرن هنرهای رزمی چین برای تمایز میان هنرهای رزمی درونی و بیرونی انتخاب شدند. با این حال، آنان و همچنین مورخان بعدی هیچ‌گونه ارتباط تاریخی میان این دسته‌بندی‌های کلی و مکان‌های یادشده نیافته‌اند.
از آن زمان، واژه «وودانگ‌چوان» اغلب به‌طور مترادف با «نِی‌جیا» به کار رفته است، اما اصطلاح نی‌جیا همه‌ی هنرهای رزمی درونی و همچنین چی کونگ (که یک هنر رزمی نیست) را نیز در بر می‌گیرد. اصطلاح «نِی‌جیا» و تمایز میان هنرهای رزمی درونی و بیرونی نخستین‌بار در «سنگ‌نوشته‌ی وانگ ژنگ‌نان» به قلم هوانگ زونگ‌شی در سال ۱۶۶۹ ظاهر شد.